# Аеропорт Лунхуа
Аеропорт Шанхай-Лунхуа (ICAO: ZSSL) — аеропорт, що обслуговував китайське місто Шанхай з 1922 по 1949 роки і ще на 22 роки був переобладнаний в аеропорт авіації загального призначення та в аеродромом ВПС Китаю, розташованим на південь від центру Шанхаю, на березі річки Хуанпу. Аеропорт став непотрібний, після відкриття Шанхайського міжнародного аеропорту Хунцяо. Після цього це був один із двох аеропортів авіації загального призначення, які обслуговували Шанхай, а також служив місцем для екстреної посадки для поліції, пожежно-рятувальних операцій на південний захід від міста. Аеропорт був остаточно закритий у 1966 році, а територію аеропорту повільно забудовували, хоча в період між 1993 і 2016 роками. На данний момент в Шанхаї є два аеропорти: Пудун і Хунцяо.

## Зовнішні посилання
- Інформація про аеропорт ZSSL з сайту Great Circle Mapper.
- Photos of Shanghai - Longhua Airport (ZSSL) [Архівовано 3 листопада 2012 у Wayback Machine.] at Airliners.net